# Фронт оклюзії

Позначення фронту оклюзії на погодній мапі

Циклон на ранній стадії оклюзії

Фронт оклюзії — атмосферний фронт, що формується в процесі циклоногенезу позатропічного циклону, коли холодний фронт наганяє теплий; процес його формування відомий як оклюзія циклону. Коли це трапляється, тепле повітря відділяється від центру циклону біля поверхні Землі. Точка у просторі, у якій зходяться теплий та холодний фронти, має назву потрійної точки.

## Опис

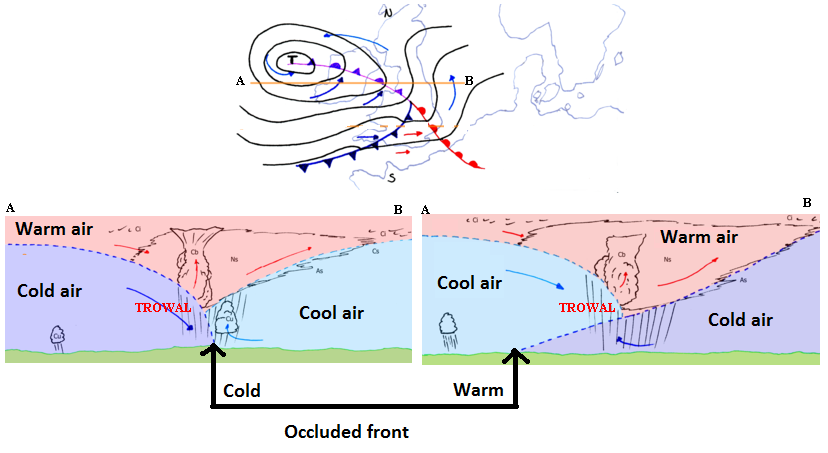
Принцип утворення фронту оклюзії. Показаний теплий та холодний різновид.

Фронти оклюзії (складні фронти) утворюються при поєднанні холодного і теплого фронтів циклону. Таке поєднання відбувається тому, що холодний фронт переміщується трохи швидше від теплого і доганяє останній спочатку у вершині теплого сектора. При цьому зливаються і хмарові системи обох фронтів. Наступний розвиток хмарової системи залежить від співвідношення температур повітряних мас по обидві сторони утвореного зімкнутого фронту.
Відмінність хмарових систем фронтів оклюзії від відповідних систем теплого чи холодного фронтів є їх багатошаруватість, яка спричинена наявністю верхніх і нижніх фронтів і розпадом хмарових мас на окремі шари.
Розглянуті вище системи хмар пов'язані з фронтами. Характерною їх особливістю є розміщення хмарових форм у певній послідовності у русі фронтальних схем як єдиного цілого разом із фронтами. Разом із еволюцією фронтів змінюються і їх хмарові системи, від стадії виникнення до стадії їх розпаду і повного зникнення.

## Формування
Під час свого руху холодний фронт починає наздоганяти теплий, який переміщається повільніше, ніж холодний. Починається їхнє змикання — процес витіснення теплого повітря в циклоні з утворенням складного фронту оклюзії, який поєднує в собі ознаки як теплого, так і холодного фронтів. Якщо повітряна маса, що прийшла за фронтом тепліша (так званий теплий фронт оклюзії), то хмарова система перед верхнім холодним фронтом поступово розмивається, проте уздовж поверхні нижнього теплого фронту часто утворюється нова хмарова система, подібна до системи теплого фронту. Якщо повітряна маса, що прийшла за фронтом холодніша (так званий холодний фронт оклюзії), то поступово розпадається хмарова система вздовж верхнього теплого фронту і перед нижнім холодним фронтом утворюється нова хмарова система, подібна до системи холодного фронту. Існують нейтральні фронти оклюзії, коли температури повітря по обидві боки від фронту практично однакові.
По обидва боки фронту оклюзії розташовуються повітряні маси, які є більш близькими за своїми властивостями, ніж повітряні маси, які розділяються холодними або теплими фронтами. Їх горизонтальна протяжність не виходить за межі одного циклону. Нерідко на фронтах оклюзії розвиваються нові циклони.